# Walter Fasano
Walter Fasano (Bari, 10 aprile 1970) è un montatore, regista, sceneggiatore e compositore italiano.

## Biografia
Laureato al DAMS dell'Università di Bologna e diplomato al Centro sperimentale di cinematografia, Walter Fasano è attivo dal 1993 in Italia come montatore di film di Dario Argento, Luca Guadagnino, Marco Ponti, Maria Sole Tognazzi, Lucio Pellegrini e Ferzan Özpetek. Egli ha anche collaborato alla sceneggiatura di alcune delle pellicole da lui montate.
Nel 2013 firma con Luca Guadagnino il documentario Bertolucci on Bertolucci presentato al Festival di Venezia. Nel 2018, il film da lui montato Chiamami col tuo nome, diretto dallo stesso Guadagnino, vince il premio Oscar per la miglior sceneggiatura non originale, scritta da James Ivory. Nel film recita anche in un piccolo cameo come il dj alla famosa scena della festa.

## Filmografia

### Montatore
- Assunta, regia di Eros Puglielli (1995) – cortometraggio
- L'ultimo uomo, regia di Beniamino Catena (1995) – cortometraggio
- Nastassia, regia di Francesco Munzi (1996) – cortometraggio
- Blood Is Not Fresh Water, regia di Theo Eshetu (1997)
- Qui, regia di Luca Guadagnino (1997) – cortometraggio
- Senza piombo, regia di Lorenzo Vignolo (1997)
- Sorrisi asmatici, parte terza, regia di Tonino De Bernardi (1997)
- Romantico, di Mao & La Rivoluzione, regia di Lorenzo Vignolo – videoclip (1997)
- Satelliti, di Mao & La Rivoluzione, regia di Lorenzo Vignolo – videoclip (1997)
- La tua lingua sul mio cuore, regia di Asia Argento (1999) – cortometraggio
- The Protagonists, regia di Luca Guadagnino (1999)
- Vai bello, degli Articolo 31, regia di Lorenzo Vignolo – videoclip (1999)
- 1949 nelle terre di Dio, regia di Pietro Balla (2000)
- Amateurs 2, regia di Pietro Balla e Monica Repetto (2000) – cortometraggio
- A Deadly Compromise, regia di Giovanni Robbiano (2000)
- Quando si chiudono gli occhi, regia di Beniamino Catena (2000) – cortometraggio
- L'uomo risacca, regia di Luca Guadagnino (2000) – cortometraggio
- 500!, regia di Giovanni Robbiano, Lorenzo Vignolo e Matteo Zingirian (2001)
- Giorni, regia di Laura Muscardin (2001)
- Blue Haven, regia di Julian Cautherley (2001) – cortometraggio
- Santa Maradona, regia di Marco Ponti (2001)
- Dérive Gallizio, regia di Pietro Balla e Monica Repetto (2001)
- Passato prossimo, regia di Maria Sole Tognazzi (2002)
- Ora o mai più, regia di Lucio Pellegrini (2003)
- Mundo civilizado, regia di Luca Guadagnino (2003)
- Il cartaio, regia di Dario Argento (2003)
- A/R Andata + Ritorno, regia di Marco Ponti (2004)
- Ti piace Hitchcock?, regia di Dario Argento (2005)
- Melissa P., regia di Luca Guadagnino (2005)
- 4-4-2 - Il gioco più bello del mondo, regia di Michele Carrillo, Claudio Cupellini, Roan Johnson e Francesco Lagi (2006)
- Unione europea, regia di Andrés M. Koppel (2007) – cortometraggio
- Hermano, regia di Giovanni Robbiano (2007)
- La terza madre, regia di Dario Argento (2007)
- Il confine, regia di Stefano Mordini (2007)
- Delfinasia, regia di Asia Argento (2007) – cortometraggio
- La luna di giorno, regia di Marco Ponti (2008) – cortometraggio
- L'uomo che ama, regia di Maria Sole Tognazzi (2008)
- Io sono l'amore, regia di Luca Guadagnino (2009)
- Diarchia, regia di Ferdinando Cito Filomarino (2010) – cortometraggio
- Figli delle stelle, regia di Lucio Pellegrini (2010)
- Ritratto di mio padre, regia di Maria Sole Tognazzi (2010)
- La vita facile, regia di Lucio Pellegrini (2011)
- L'Ora, regia di Alessio Bolzoni (2011) – cortometraggio
- Il giorno in più, regia di Massimo Venier (2011)
- La cosa in cima alle scale, regia di Michele Torbidoni (2011) – cortometraggio
- Destinée, regia di Luca Guadagnino (2012) – cortometraggio
- Magnifica presenza, regia di Ferzan Özpetek (2012)
- Padroni di casa, regia di Edoardo Gabbriellini (2012)
- Viaggio sola, regia di Maria Sole Tognazzi (2013)
- L'arbitro, regia di Paolo Zucca (2013)
- Bertolucci on Bertolucci, regia di Walter Fasano e Luca Guadagnino (2013)
- Something Good, regia di Luca Barbareschi (2013)
- Io non ti conosco, regia di Stefano Accorsi (2013) – cortometraggio
- L'inganno, regia di Ferdinando Cito Filomarino (2013) – cortometraggio
- Bota Café (Bota), regia di Iris Elezi e Thomas Logoreci (2014)
- A Rose Reborn, regia di Park Chan-wook (2014) – cortometraggio
- La prima volta (di mia figlia), regia di Riccardo Rossi (2015)
- Antonia., regia di Ferdinando Cito Filomarino (2015)
- A Bigger Splash, regia di Luca Guadagnino (2015)
- Io e lei, regia di Maria Sole Tognazzi (2015)
- Await, regia di Ferdinando Cito Filomarino (2016) – cortometraggio
- The Millionairs, regia di Claudio Santamaria (2016) – cortometraggio
- Chiamami col tuo nome (Call Me by Your Name), regia di Luca Guadagnino (2017)
- Closing In, regia di Ferdinando Cito Filomarin (2017) – cortometraggio
- Suspiria, regia di Luca Guadagnino (2018)
- Respiri, regia di Alfredo Fiorillo (2018)
- The Staggering Girl, regia di Luca Guadagnino (2019) – mediometraggio
- 5 è il numero perfetto, regia di Igort (2019)
- Kemp. My Best Dance is Yet to Come di Edoardo Gabbriellini (2019)
- Undergods, regia di Chino Moya (2020)
- Fiori, fiori, fiori!, regia di Luca Guadagnino (2020) – cortometraggio
- Salvatore: Shoemaker of Dreams, regia di Luca Guadagnino (2020)
- Pino, regia di Walter Fasano (2020)
- Petra, regia di Maria Sole Tognazzi – serie TV (2020-2022)
- Beckett, regia di Ferdinando Cito Filomarino (2021)
- America Latina, regia di Damiano e Fabio D'Innocenzo (2021)
- Hill of Vision, regia di Roberto Faenza (2022)
- Holiday, regia di Edoardo Gabbriellini (2023)
- Posso Entrare? An ode to Naples, regia di Trudie Styler (2023)
- Dostoevskij, regia di Damiano e Fabio D'Innocenzo – miniserie TV (2024)
- Niente panico, di Ghali, regia di Damiano e Fabio D'Innocenzo – videoclip (2024)

## Riconoscimenti
- Ciak d'oro
  - 2018 - Miglior montaggio per Chiamami col tuo nome[1]